# Wreningham
Wreningham är en civil parish i Storbritannien.   Den ligger i grevskapet Norfolk och riksdelen England, i den sydöstra delen av landet, 140 km nordost om huvudstaden London. Antalet invånare är 528. Arean är 6,2 kvadratkilometer.
Terrängen i Wreningham är mycket platt.